# Stefan Oster
Stefan Oster SDB, né le 3 juin 1965 à Amberg en Bavière, est un salésien allemand, et évêque du diocèse catholique de Passau depuis avril 2014.

## Biographie

### Jeunesse
Stefan Oster est né le 3 juin 1965 à Amberg, village bavarois en Allemagne. Il fait ses études dans l'école secondaire de Neutraubling et se forme plus tard dans un journal et chez un éditeur de radio de 1984 à 1986 ; il passe quelques années à travailler dans cette profession. En 1988, il commence des études de philosophie, d'histoire et d'études religieuses à Ratisbonne, à l'université de Keele et à l'université d'Oxford. De 1990 à 1991, il est chercheur dans le programme Erasmus de l'Union européenne. Il est diplômé d'Oxford en 1993 avec une maîtrise en études et une maîtrise ès arts de Ratisbonne en 1994.

### Noviciat et ordination
En 1995, il rejoint les salésiens de Don Bosco et passe un an dans leur noviciat de Gerolstein. De 1996 à 2000, il étudie à la Faculté de philosophie et de théologie de Benediktbeuern. Le 24 juillet 1999, il professe ses vœux perpétuels et devient ainsi officiellement membre des salésiens de Don Bosco. Il est ordonné à la prêtrise par Viktor Dammertz, évêque d'Augsbourg, le 24 juin 2001.

### Études et doctorat
En 2003, il reçoit le prix Albert le Grand décerné par le diocèse d'Augsbourg et en 2004 la Vereins der Freunde par l'université d'Augsbourg pour son travail sur sa thèse de doctorat. Il commence à donner des conférences de philosophie à la Faculté de philosophie et de théologie de Benediktbeuern. Il enseigne alors la théorie de la connaissance, la métaphysique, la philosophie du langage, la philosophie du dialogue et  la philosophie de la personne.
En 2009, il passe l'examen d'habilitation en théologie dogmatique à la Faculté de théologie de l'université de Trèves. La thèse d'habilitation traite de la relation entre la personne et la transsubstantiation sous la supervision de Rudolf Voderholzer. Il est nommé professeur de dogme et d'histoire des dogmes. Comme dogmatique, il se concentre principalement sur la théologie systématique, en particulier dans le domaine de la christologie, l'ecclésiologie et la mariologie.
En juillet 2013, le Collège de philosophie et de théologie de Benediktbeuern ferme et le P. Oster termine son enseignement de professeur à l'université locale. Il continue à donner des conférences à la Katholische Stiftungsfachhochschule München. Il enseigne également à l'université Louis-et-Maximilien de Munich.

### Évêque de Passau
Le 4 avril 2014, le pape François le nomme 85e évêque de Passau. Son ordination épiscopale a lieu le 24 mai en la cathédrale Saint-Étienne de Passau par l'archevêque-cardinal de Munich et Freising Reinhard Marx assisté par Wilhelm Schraml, évêque émérite de Passau, ainsi que l'archevêque émérite de Salzbourg, Alois Kothgasser. Il devient ainsi le plus jeune évêque allemand, il choisit alors pour devise épiscopale « Victoria Veritatis Caritas » (« La victoire de la vérité est l'amour »).

## Quelques publications
- Mit-Mensch-Sein. Phänomenologie und Ontologie der Gabe bei Ferdinand Ulrich. Verlag Karl Alber, Freiburg/München, 2004,  (ISBN 978-3-495-48126-4).
- Person und Transsubstantiation. Mensch-Sein, Kirche-Sein und Eucharistie – eine ontologische Zusammenschau. Verlag Herder, Freiburg/Basel/Wien, 2010,  (ISBN 978-3-451-32292-1).
- Avec Peter Seewald: Gott ohne Volk - Die Kirche und die Krise des Glaubens. Droemer Verlag, München, 2016,  (ISBN 978-3-426-30103-6).
- Person-Sein vor Gott – Theologische Erkundungen mit dem Bischof von Passau. Verlag Herder, Freiburg/Basel/Wien, 2015,  (ISBN 978-3-451-34762-7).
- Im Bistum angekommen – Stefan Oster SDB – 85. Bischof von Passau. Passauer Bistumsblatt, Passau, 2014,  (ISBN 978-3-981-30949-2).